# Coleophora solidaginella
Coleophora solidaginella é uma espécie de mariposa do gênero Coleophora pertencente à família Coleophoridae.